# Lynn Cohen
Lynn Cohen, született Lynn Harriette Kay (Kansas City, Missouri, 1933. augusztus 10. – New York, 2020. február 14.) amerikai színésznő.

## Életútja
Eredetileg színházi színész volt. Az 1970-es évektől szerepelt a Broadway színházaiban. Első jelentős filmszerepét 1993-ban kapta Woody Allen Rejtélyes manhattani haláleset című filmjében. Játszott Allen 1997-es Agyament Harry filmjében is. A 2005-ben bemutatott Steven Spielberg által rendezett München filmben Golda Meirt alakította. 1993 és 2006 között az Esküdt ellenségek tv-sorozatban Elizabeth Mizener bírónőt alakította. 2000 és 2004 között a Szex és New York sorozatban Magda szerepét játszotta.

## Filmográfia

### Film
- Rejtélyes manhattani haláleset (Manhattan Murder Mystery) (1993)
- Ványa a 42. utcában (Vanya on 42nd Street) (1994)
- Walking and Talking (1996)
- Én lőttem le Andy Warholt (I Shot Andy Warhol) (1996)
- Everything Relative (1996)
- Hurricane (1997)
- Agyament Harry (Deconstructing Harry) (1997)
- Idegenek voltunk (Once We Were Strangers) (1997)
- My Divorce (1997)
- Meschugge (1998)
- Broadway 39. utca (Cradle Will Rock) (1999)
- Még egyszer, utoljára (Just One Time) (1999)
- Gyorsbüfék, gyors nők (Fast Food Fast Women) (2000)
- Ten Hundred Kings (2000)
- The Jimmy Show (2001)
- Fishing (2002)
- Hi-Yah! (2002)
- Az állomásfőnök (The Station Agent) (2003)
- Evergreen (2004)
- Last Call (2004)
- The Last Days of Leni Riefenstahl (2005)
- While the Widow Is Away (2005)
- München (2005)
- Legyőzhetetlen (Invincible) (2006)
- Mi a gond velem? (The Hottest State) (2006)
- Delirious (2006)
- The Summoning of Everyman (2007)
- Ablution (2007)
- Across the universe – Csak szerelem kell (Across The Universe) (2007)
- Amikor minden változik (Then She Found Me) (2007)
- Szemvillanás alatt (The Life Before Her Eyes) (2007)
- Szex telefonhívásra (Deception) (2008)
- Szex és New York (Sex and the City) (2008)
- Kis-nagy világ (Synecdoche, New York) (2008)
- Eavesdrop (2008)
- Sasszem (Eagle Eye) (2008)
- Staten Island (2009)
- A Little Help (2010)
- Szex és New York 2. (Sex and the City 2) (2010)
- Pótpasi (The Extra Man) (2010)
- Red Dead Redemption (2010)
- Hello Lonesome (2010)
- The Kindergarten Shuffle (2010)
- Szűzvonalban (Somewhere Tonight) (2011)
- The Romance of Loneliness (2012)
- Not Waving But Drowning (2012)
- Art Machine (2012)
- Where Is Joel Baum? (2012)
- Bottled Up (2013)
- A te eseted (A Case of You) (2013)
- Chasing Taste (2013)
- Az éhezők viadala: Futótűz (The Hunger Games: Catching Fire) (2013)
- They Came Together (2014)
- Gabriel (2014)
- A cipőbűvölő (The Cobbler) (2014)
- Omphalos (2014)
- A Woman Like Me (2014)
- All in Time (2015)
- The Pickle Recipe (2016)
- Sollers Point (2017)
- Walden: Life in The Woods (2017)
- Benji the Dove (2017)
- 7 Splinters in Time (2018)
- The World Without You (2019)
- Lingua Franca (2019)
- Feast of the Seven Fishes (2019)
- The Vigil (2019)
- After Class (2019)

### Televízió
- Esküdt ellenségek (Law & Order) (1993–2006, 12 epizódban)
- Micsoda hercegnő (The Counterfeit Contessa) (tévéfilm, 1994)
- New York rendőrei (NYPD Blue) (1997, egy epizódban)
- Szex és New York (Sex and the City) (2000–2004, 13 epizódban)
- Esküdt ellenségek: Bűnös szándék (Law & Order: Criminal Intent) (2001, 2005, két epizódban)
- Esküdt ellenségek: Különleges ügyosztály (Law & Order: Special Victims Unit) (2003, 2010, két epizódban)
- Days of our Lives (2007, egy epizódban)
- A hatalom hálójában (Damages) (2009, 2012, négy epizódban)
- Jackie nővér (Nurse Jackie) (2009, 2012, két epizódban)
- Író és kamuhős (Bored to Death) (2011, egy epizódban)
- A viszony (The Affair) (2014, két epizódban)
- Meg-boldogulni (Getting On) (2014, egy epizódban)
- Deadbeat (2015, egy epizódban)
- Master of None (2015, egy epizódban)
- Chicago Med (2016, egy epizódban)
- Fishkill (tévéfilm, 2016)
- Zsaruvér (Blue Bloods) (2018, egy epizódban)
- The Marvelous Mrs. Maisel (2018, egy epizódban)
- Isten belájkolt (God Friended Me) (2020, egy epizódban)

## További információ
- Lynn Cohen a Facebookon
- Lynn Cohen a PORT.hu-n (magyarul)
- Lynn Cohen az Internetes Szinkronadatbázisban (magyarul)
- Lynn Cohen az Internet Movie Database-ben (angolul)
- Lynn Cohen a Rotten Tomatoeson (angolul)